# Нейбургер, Макс
Макс Не́йбургер (нем. Max Neuburger; 8 декабря 1868, Вена — 15 марта 1955, Вена) — австрийский медик и историк медицины.

## Биография
Макс Нейбургер происходил из семьи еврейских купцов. Изучал медицину в Венском университете, в 1893 году защитил докторскую диссертацию. Работал младшим врачом в больнице имени Рудольфа, затем ассистентом невролога Морица Бенедикта в венской Общей поликлинике. Учился у Теодора Пушмана, в 1898 году получил право преподавания истории медицины. В 1904 году получил звание экстраординарного профессора, в 1912 году — титулярного профессора и в 1917 году — ординарного профессора. В 1906 году был принят в члены Леопольдины.
В 1914 году Нейбургер выступил с инициативой учреждения Института истории медицины и руководил им до своего увольнения 22 апреля 1938 года из-за своего еврейского происхождения. Ещё с 1906 года Нейбургер коллекционировал объекты по истории медицины, книги и картины. До 1920 года коллекция хранилась за аудиторией 1-й медицинской клиники, затем была переведена в Йозефинум, где и хранится в настоящее время.
В 1939 году Макс Нейбургер выехал в Лондон, где работал в музее истории медицины. С 1948 года проживал в США и преподавал в Университете Буффало. Вернулся в Вену в 1952 году.

## Труды
- Die Anschauungen über den Mechanismus der specifischen Ernährung. Deuticke, Wien 1900.
- Der Arzt Ernst Freiherr von Feuchtersleben. Gedenkrede. Bartelt, Wien 1906.
- Geschichte der Medizin. Enke, Stuttgart 1906—1911.
- Johann Christian Reil. Vogel, Leipzig 1913.
- Boerhaave’s Einfluß auf die Entwicklung der Medizin in Österreich. Brill, Leiden 1918.
- Die Entwicklung der Medizin in Österreich. Carl Fromme, Wien 1918 — Österreichische Bücherei 11/1A
- Die Medizin des Flavius Josephus. Buchkunst, Bad Reichenhall 1919.
- Das alte medizinische Wien in zeitgenössischen Schilderungen. Perles, Wien 1921.
- Die Wiener medizinische Schule im Vormärz. Rikola, Wien 1921.
- Hermann Nothnagel. Leben und Wirken eines deutschen Klinikers. Rikola, Wien 1922.
- Die Lehre von der Heilkraft der Natur im Wandel der Zeiten. Enke, Stuttgart 1926.
- Essays in the history of medicine. New York 1930.
- Gomez Pereira, ein spanischer Arzt des 16. Jh. Leonardo da Vinci, Rom 1936.
- British Medicine and the Vienna school. Contacts and parallels. Heinemann, London 1943.
- Handbuch der Geschichte der Medizin. Hg. von Max Neuburger. Jena 1902.
- Meister der Heilkunde. Hg. von Max Neuburger. Wien 1921.